# Aeolosoma litorale
Aeolosoma litorale är en ringmaskart som beskrevs av Bunke 1967. Aeolosoma litorale ingår i släktet Aeolosoma, och familjen Aeolosomatidae. Arten är reproducerande i Sverige.